# Merosargus golbachi
Merosargus golbachi är en tvåvingeart som beskrevs av James 1971. Merosargus golbachi ingår i släktet Merosargus och familjen vapenflugor. Inga underarter finns listade i Catalogue of Life.